# Doàn Thêm
 (juillet 2023).
Doàn Thêm, né le 5 novembre 1915 à Hanoï et décédé le 8 août 2005, est un secrétaire d'État, journaliste, poète vietnamien.

## Biographie
Doàn Thêm est né le 5 novembre 1915 à Hanoï, plus précisément dans le village de Huu Thanh Oai, district de Thanh Oai, dans la province de Ha Dong (maintenant partie de Hanoï). Né dans une famille d'universitaires de la haute aristocratie vietnamienne, fils du mandarin Doàn Trien (1854-1919) a étudié à la Chu Văn An High School, établissement scolaire le plus réputé de la capitale, puis il a passé le diplôme du baccalauréat français, il est entré à l'université d'Indochine, et a obtenu une licence en droit avant 1945.
Pendant la guerre de résistance contre les Français, il évacua vers la zone libre. Vers 1951, il retourna à Hanoï, pour aller travailler à Saïgon après 1954, où il occupait le poste de secrétaire d'État au bureau du Palais présidentiel sous Ngo Dinh Diem (1954-1963). Après le coup d'État du 1er novembre 1963, il abandonne sa vie de fonctionnaire pour écrire et travailler en tant que journaliste.
Dans les années 1960, lorsqu'il a reçu le « Prix littéraire national » (Saïgon), il l'a refusé car il se considérait comme un haut fonctionnaire du gouvernement et n'aurait pas dû recevoir le prix. Après 1983, il est autorisé par le gouvernement vietnamien à s'installer avec ses enfants et petits-enfants au Canada.
Le 8 août 2005, il décède à l'âge de 90 ans.

## Œuvres
- 1966 : Hai mươi năm qua (1945-1964)[2]
- 1967 : Những ngày chưa quên[2]
- 1969 : Việc từng ngày (1965, 1966, 1967, 1968, 1969)[2]
- 1992 : Những ngày muốn quên[2]
- Lược khảo về hiến pháp các nước Á đông[2]
- Lược khảo về chính đảng[2]

### Littérature et poésie
- 1960 : Nhạc dế
- 1961 : Vườn mây
- 1961 : Hòa âm
- 1962 : Quan niệm sáng tác thơ
- 1964 : Tìm đẹp
- 1965 : Tìm kiểu hội họa
- Từ Thức
- Taj Mahal